# Râul Milovița
Râul Milovița este un curs de apă, afluent al râului Milova. 